# Le Louroux-Béconnais
Le Louroux-Béconnais är en kommun i departementet Maine-et-Loire i regionen Pays de la Loire i nordvästra Frankrike. Kommunen ligger i kantonen Le Louroux-Béconnais som tillhör arrondissementet Angers. År 2018 hade Le Louroux-Béconnais 3 269 invånare.

## Befolkningsutveckling
Antalet invånare i kommunen Le Louroux-Béconnais
| Referens: INSEE |